# アイケ・フォン・レプゴー

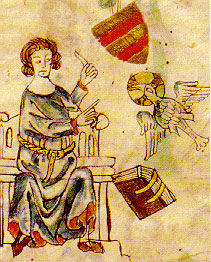
ザクセンシュピーゲル（オルデンブルク写本）に描かれたアイケ・フォン・レプゴー

アイケ・フォン・レプゴー（レプゴ、レプゴウ、Eike von Repgow、またRepchowe、Repichowe、Repkow、1180年 - 1235年）は、神聖ローマ帝国のレプゴー（現在のザクセン＝アンハルト州レピヒャウ）出身で、13世紀に、ドイツ語で書かれた最初の散文文書『ザクセンシュピーゲル』を編纂した中世ドイツの行政官である。

## 著作

### ザクセンシュピーゲル
アイケ・フォン・レプゴーは1220年から1233年にかけてファルケンシュタイン伯ホイアーの命によりザクセンシュピーゲルを翻訳した。ザクセンシュピーゲルの編集は、新法を作るのではなく当時の慣習法を文書化することが目的であった。ザクセンシュピーゲルは、法典としてのみならずドイツ語散文の最初期の主要文献としてもきわめて重要である。

### アウクトル・ヴェートゥス・デー・ベネフィーツィイス
ザクセンシュピーゲルは、レプゴーが韻文体の序文で書いているように、初めラテン語で書き、後にファルケンシュタイン伯ホイアーの要請で不承不承ながらドイツ語に翻訳したものである。
Landrecht（慣習法）について記された第1部のラテン語原典は失われているが、第2部のLehensrecht（封建法）については現存すると、現在では考えられている。これはアウクトル・ヴェートゥス・デー・ベネフィーツィイス（アウクトル・ヴェートゥス、Auctor vetus de beneficiis）と称されるもので、韻文体で書かれている。これについては、ザクセンシュピーゲルの封建法に関する部分のラテン語原典なのか、それとも後にザクセンシュピーゲルをラテン語に再翻訳したものなのか議論があり、後者の説が優勢であった時期もある。しかし現在では、アウクトル・ヴェートゥスは確かにザクセンシュピーゲルの封建法に関する部分のラテン語原典であるということで見解が一致している

。

### ザクセンシュピーゲルの編纂地
原典がどこで編纂されたかについては明らかになっていない。ハルツ山地のクヴェードリンブルクもしくはファルケンシュタイン城で書かれたと考えられていたが、中世教会法の専門家ペーター・ランダウ（Peter Landau）は近年、アルツェレ修道院（現在のアルツェラ修道院）で書かれたのではないかと示唆している。

### 他の著作
『ザクセンの世界史書（ザクセン世界年代記）』（Sächsische Weltchronik）も、アイケ・フォン・レプゴーの著作とされてきたが、現在ではその可能性は低いと考えられている。

## 生涯
アイケ・フォン・レプゴーについて知られていることは少ないが、1209年から1233年にかけての文献数点に言及がある。

### 親族
アイケの一族は12世紀にマクデブルク南部のゼーリムント地区に移住しレピヒャウ村に土地を得たと考えられている。他の親族も、1156年と1159年の文献に名が見える。1209年の法廷議事録における記述から、アイケは1180年頃に生まれたと推測される。1233年以降の記載がないことから、同年からほどなくして死去したと見られる。

### 教育
ザクセンシュピーゲルの序文から見て、アイケがドイツ語同様にラテン語が読めたことは明らかである。ラテン語が書けたかどうかについては、当時は代書人を雇うのが非常に一般的であったことから、確実なことは分からない。アイケは教会法に精通していたため、おそらくハルバーシュタットの聖堂学校か、もしくはさらに有力な可能性としてマクデブルクの聖堂学校で、ヴィヒマン・フォン・ゼーブルク司教の下で教育を受けたのではないかと考えられる。

### 身分
名士であったことは明らかであるが、時に自由貴族とされまた時に家人（Dienstmann）とされることもあり、封建社会の階層の中で正確にどの身分に属したかについて確かなことは言えない。アンハルト侯ハインリヒ1世かファルケンシュタイン伯ホイアーの家人であった可能性もあるが、おそらく自由貴族で、領邦裁判に参審する資格を得たいわゆる参審自由人（Schöffenbarfrei）であったのであろう。一説に、出生貴族であったが、当時の多くの人物と同様、貴族身分を保持したままミニステリアーレか家人になったともいう。

## 記念碑など
マクデブルク、デッサウ、レピヒャウ、ハルバーシュタット、ハルツ山地のファルケンシュタイン城にアイケ・フォン・レプゴーの記念碑がある。ベルリンにアイケ・フォン・レプゴー広場があり、レピヒャウ村にアイケ・フォン・レプゴーとザクセンシュピーゲルをテーマとする野外博物館がある。ハルバーシュタットとマクデブルクにはそれぞれアイケ・フォン・レプゴーの名を冠した学校がある。
アイケ・フォン・レプゴー賞は毎年、歴史や法律に関する学術的著作に対してマクデブルク市およびオットー・フォン・ゲーリケ大学マクデブルクが共同で授与する賞である。アイケ・フォン・レプゴーの像、賞状、賞金5000ユーロが贈られる。

## 成句
現代ドイツ語の「Wer zuerst kommt, mahlt zuerst」（「最初に来た者が最初に粉を挽く」つまり「先着順」、「早いもの勝ち」）は、アイケ・フォン・レプゴーがザクセンシュピーゲルに書いたDie ok irst to der molen kumt, die sal erst malen（初めに粉挽き場に来たる者、初めに粉を挽くべし）にさかのぼることができる。